# Dan Lungu
Dan Lungu (Botoșani, 15 settembre 1969) è uno scrittore e politico rumeno, professore associato presso la Cattedra di Sociologia, Università Alexandru Ioan Cuza, Iași.
Nel 1996 fonda il movimento letterario Club 8. Tra il 2001 e il 2002 è caporedattore della rivista culturale Timpul. È membro di ASPRO e dell'Unione degli Scrittori Romeni.

## Volumi pubblicati
- Muchii (poesia), Editura Junimea, Iași, 1996
- Cheta la flegmă (prosa breve), Editura OuTopos, Iași, 1999
- Construcția identității într-o societate totalitară. O cercetare sociologică asupra scriitorilor, Editura Junimea, Iași, 2003
- Povestirile vieţii. Teorie și documente, Editura Universității "Al. I. Cuza", Iași, 2003
- Nuntă la parter (teatro), Editura Versus, Iași, 2003
- Raiul găinilor (roman de zvonuri și mistere), Editura Polirom, 2004
- Băieți de gașca (prosa breve), Editura Polirom, 2005
- Sînt o babă comunistă (romanzo), Editura Polirom, 2007
- Proza cu amănuntul (prosa breve), Editura Polirom, Iași, 2008 (1ª edizione 2003)
- Tovarășe de drum. Experiența feminină în comunism (curatela con Radu Pavel Gheo), Editura Polirom, 2008
- Cum să uiți o femeie (romanzo), Editura Polirom, 2009

## Volumi pubblicati in altre lingue
- Le paradis des poules, Editions Jaqueline Chambon, 2005
- Je suis une vieille coco, Editions Jaqueline Chambon, 2008
- Pas question de Dracula, Non-lieu (con Florin Lăzărescu e Lucian Dan Teodorovici), 2008
- Das Hühnerparadies, Residenz Verlag, 2007
- Kokosji raj, Apokalipsa, 2007
- Klasse Typen, Drava, 2007
- Egy komcsi nyanya vagyok!, Jelenkor, 2008
- Die rote Babuschka, Residenz Verlag, 2009
- Il paradiso delle galline. Falso romanzo di voci e misteri, Manni Editori, Italia 2010 (trad. Anita Natascia Bernacchia; postfazione di Monica Joița)
- Sono una vecchia comunista, Aìsara, Italia 2012

## Drammaturgia
Autore di Cu cuțitul la os (Green Hours, Teatro Luni, regia – Bogdan Tudor, 2002) e Nuntă la parter (spettacolo-lettura presso il Teatro Odeon, Bucarest, regia – Peter Kerek, 2003).

## Premi e menzioni
2011 – Chevalier de l'Ordre des Arts et des Lettres , Ordine delle Arti e delle Lettere, 2011
1999 – premio d'esordio nella prosa dell'Unione degli Scrittori della Romania per il volume "Chetă la flegmă", Editura Outopos, Iași, 1999
1997 – premio della casa editrice Nemira per la prosa breve ("Buldozeristul") per l'anno 1997
1995 – premio della casa editrice Junimea al Concurso nazionale di creazione letteraria "Nicolae Labiș"
1994 – premio della casa editrice Eminescu al Concorso nazionale "Porni Luceafarul"
1993 – premio della Società "Junimea" per l'attività letteraria 
1989 – Gran Premio nel campus di creazione “Excelsior”, Cluj-Napoca

## Altri dati biografici
Studi: Liceo di matematica e fisica “A.T. Laurian”, Botoșani, classe 1988. Laureato presso la Facoltà di Filosofia, Sezione Sociologia-Politologia, classe 1995. Stage di formazione: Agen, Lille, Birmingham, Perugia nell'ambito del programma TEMPUS.
Titolo della tesi di dottorato: Aspetti sociologici della propaganda e della manipolazione. 
Membro di associazioni professionali:
1992 – membro dell'Associazione dei Sociologi della Romania (ASR)
1992 – membro del Collegio di sociologia Delphi
1999 – membro dell'Associazione Internazionale dei Sociologi di Lingua Francese (L'AISLF)
1999 – membro dell'Associazione degli Scrittori Professionisti della Romania (ASPRO)

## Pubblicazioni accademiche

### Volumi d'autore
Il contesto post-comunista dell'ammodernamento rurale: inchiesta socio-demografica nelle località si Tutora e Stolniceni-Prajescu, Editura Eurocart, Iași, 2000

### Pubblicazioni in volumi collettivi
- Primăria: disfuncții, propuneri, dezbateri”, în Ghidul primarului, Editura Institutul European, 2000 (collaborare)
- Consiliul local: disfuncții, propuneri, dezbateri”, în Ghidul consilierului local, Editura Institutul European, 2000 (collaborare)
- The double transition and the autotelic characterof the art field”, în M.Bejenaru (coord.), Periferic.4, 2000
- Le double transition et l'autonomisation du champ artistique”, în M.Bejenaru (coord.), Periferic.4, 2000
- Dubla tranziție și autonomizarea câmpului artistic”, în M.Bejenaru (coord.), Periferic.4, 2000
- Factori de distorsiune ai relației dintre puterea locală și puterea centrală”, în Conflict politic și contencios administrativ, Editura Institutul European, 1998
- Sur le statut et la position du sociologue dans la société roumaine de transition”, în Rencontre Internationale sur l'enseignement de la Sociologie. Cluj. Paris. AISLF, ASR, Université Cluj Napoca, coll. Actes, 1992, (collaborare)

### Articoli e studi
- Schița pentru studiul cenzurii în comunism”, în Analele știinţifice ale Universitatii „Al. I. Cuza” din Iași (serie noua), Sociologie-Politologie, Tom IV-V, 2000-2001
- Scriitorul, personajul și socialismul real”, în România literara, nr.10/2001
- Despre condiția literaturii în socialismul real”, în România literară, nr.51-52/2000
- Oglinda lui Sfez”, prefaţă la Simbolistica politică de Lucien Sfez, Editura Institutul European ,2000
- Ghici cine se supără primul? (film sociologic în patru părți), in Via București (instalaţii, performance), Editura Galeriei „Eforie”, București, 2000
- Literatura româna scrisă de evrei ca joc între experienţa de viaţă și spatiul estetic de distincție”, în Vatra, nr.10/11, 2000
- Postmodernism, România, postmodernitate”, în Amphion, nr.3, 2000
- Tentaţia identității”, în Analele științifice ale Universității „Al. I, Cuza” din Iași (serie nouă), Sociologie-Politologie, Tom II-III, 1998-1999
- Repere ale conceptului de strategie”, în Analele științifice ale Universității „Al. I. Cuza” din Iași (serie nouă), Sociologie-Politologie, Tom II-III, 1998-1999
- Scenariul milenarist / mesianic / soteriologic sţ profetic / eschatologic”, în Analele știintifice ale Universității „Al. I. Cuza” din Iași (serie nouă), Sociologie-Politologie, Tom II-III, 1998-1999
- O reconstrucție calitativa a vieții literare ieșene (2)”, în Timpul, nr. 1 (59) / 1999
- O reconstrucție calitativă a vieții literare ieșene (1)”, în Timpul, nr. 5-12 (58) / 1998
- Postmodernismul și modelul Universului expansionist”, în Cuvîntul, nr. 6 / 1996
- Scenariul întoarcerii la origini”, în Convorbiri literare, nr. 6 / 1996
- Maniheismul sau despre îngerul de-căzut în politică, în Hyperion, nr. 1-2 / 1995

### Periodici
Pubblica poesie e, scritti nelle principali riviste romene: Amphion, ArtPanorama, Contrapunct, Calende, Cronica, Convorbiri literare, Dacia literară, Hyperion, Luceafărul, România Literară, Timpul, Vatra.